# لياندرو بايفا
لياندرو بايفا (بالإسبانية: Leandro Paiva)‏ هو لاعب كرة قدم أوروغواياني في مركز الوسط، ولد في 15 فبراير 1994 في مونتفيدو في الأوروغواي. لعب مع مونتيفيديو واندررز.

## وصلات خارجية
- لياندرو بايفا على موقع قاعدة بيانات كرة القدم.إي يو (الإنجليزية)
- لياندرو بايفا على موقع Soccerway.com (الإنجليزية)
- لياندرو بايفا على موقع AS.com (الإسبانية)